# Adolphe A. Chevallier
Adolphe A. Chevallier (* 7. November 1881 in Broșteni; † 18. April 1963 in Baden AG) war ein schweizerisch-rumänischer Fotograf.

## Leben
Als Sohn eines Schweizer Vaters und einer rumänischen Mutter in der Bukowina geboren, beschloss Chevallier schon als Kind, bildender Künstler zu werden. Er besuchte die Schule Nr. 1 in Fălticeni, wo Mihail Sadoveanu zu seinen  Klassenkameraden gehörte. Chevallier studierte danach Fotografie in Lausanne, wohin er 1897 von seinem Vater geschickt wurde. 1921 kehrte er nach Rumänien zurück, erhielt eine Lizenz als Fotograf des königlich-rumänischen Hofes und eröffnete ein Fotoatelier in Piatra Neamț. Seine bekanntesten Fotografien verewigten Landschaften, Menschen, Orte und Alltagssituationen in der ersten Hälfte des 20. Jahrhunderts. Einige von ihnen wurden als illustrierte Postkarten veröffentlicht. 1925 heiratete Chevallier Ilze Krausz. Das Ehepaar hatte zwei Töchter. 1936 war Chevallier auch der Fotograf der Polizei von Piatra Neamt. Als Schweizer wurde er erst 1940 durch ein Dekret von König Carol II. rumänischer Staatsbürger. Nach dem Zweiten Weltkrieg zog er nach Bukarest und wanderte 1950 in die Schweiz aus. In seinen letzten Lebensjahren lebte Chevallier in Lausanne, Prilly und Baden.

## Werk
Chevallier ist der Fotograf mehrerer Porträts von Königin Maria, die während ihrer Besuche in Bicaz entstanden. Er fotografierte zudem weitere Mitglieder des rumänischen Hofes, darunter König Ferdinand I., Henri Berthelot und George Enescu. Adolphe A. Chevallier ist auch als „Fotograf des Bistrița-Tals“ bekannt. Viele seiner Motive sind von dokumentarischem Wert für das  Neamț-Gebiet, da sie die Bevölkerung der Zwischenkriegszeit in traditioneller Kleidung, bei der Ausführung ihrer Berufe und Bräuche zeigen.

## Auszeichnungen
- Ehrenbürger von Piatra Neamț[5]